# Porta del Popolo
41°54′41.63″N 12°28′33.54″E / 41.9115639, 12.4759833

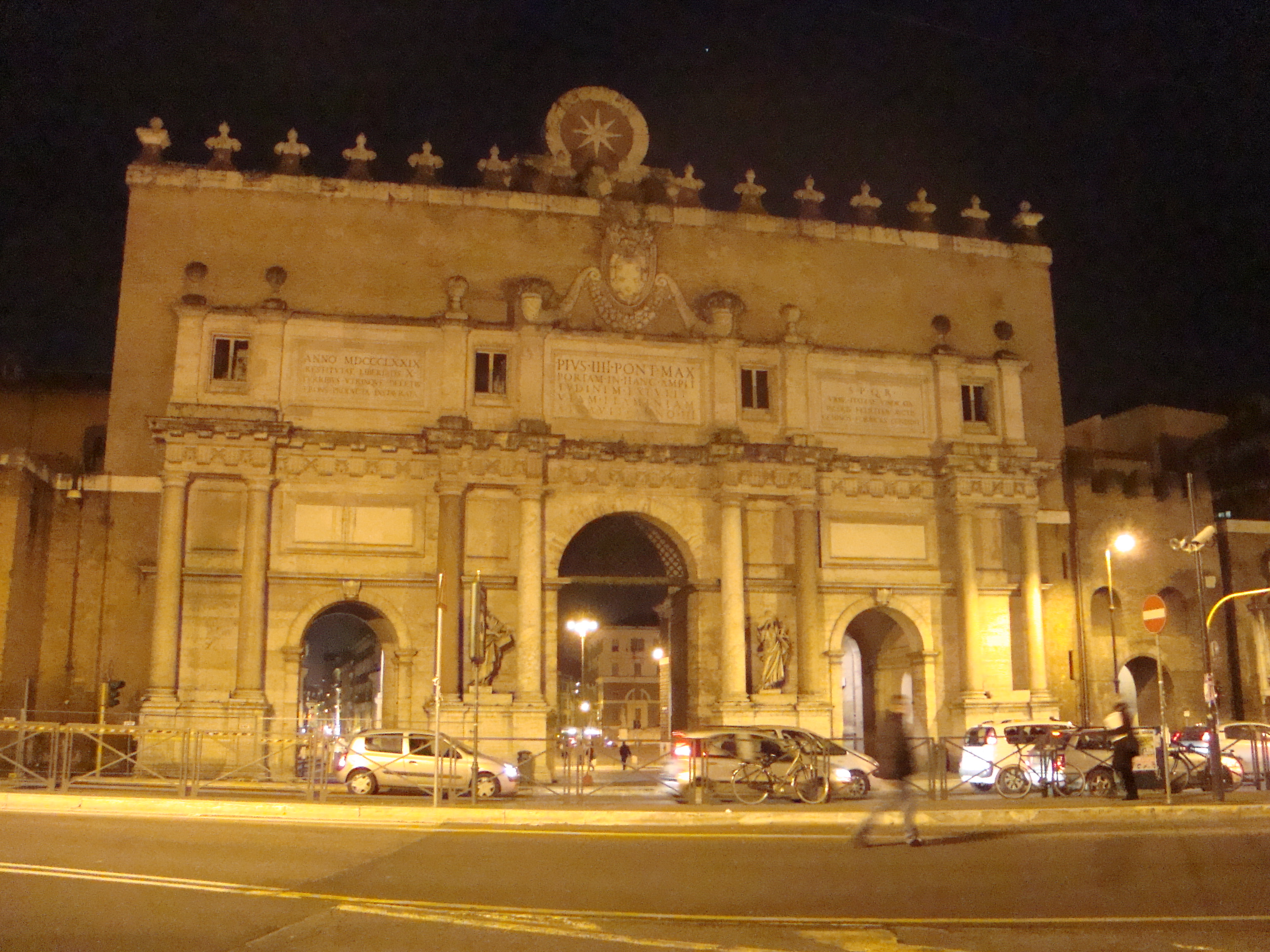
La fachada exterior de la Porta del Popolo.

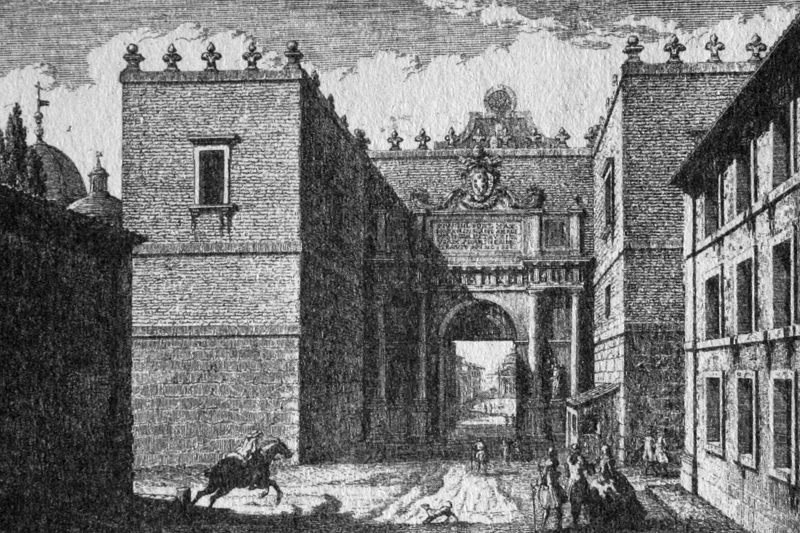
Grabado de Giuseppe Vasi.

La Porta del Popolo (en español: Puerta del Pueblo) es una puerta de las murallas aurelianas de Roma.

## Historia y urbanismo
Su nombre original era Porta Flaminia porque de aquí salía, y sale en la actualidad, la Vía Flaminia, que antiguamente empezaba mucho más al sur, en la Porta Fontinalis, cerca del Monumento a Víctor Manuel II. En el siglo X recibió el nombre de Porta San Valentino por la basílica y catacumbas homónimas, situadas al inicio del actual Viale Pilsudski.
El origen del nombre de la puerta y de la plaza homónima hacia la cual se abre no es claro: se pensaba que podía derivar de los numerosos álamos (pioppi en italiano) que cubrían la zona, pero es más probable que el topónimo esté relacionado con los orígenes de la iglesia de Santa Maria del Popolo, que fue construida en 1099 por el papa Pascual II con una suscripción más o menos voluntaria del pueblo romano.
Dada la importancia de la Vía Flaminia, desde sus primeros tiempos tuvo el papel de distribución del tráfico entrante en la ciudad más que un uso defensivo. Esto condujo a la suposición, sin embargo dudosa, de que se construyó inicialmente con dos arcos (con las dos torres cilíndricas laterales) y que solo en la época medieval, reducidas las exigencias del tráfico a causa del derrumbe demográfico, fue reducida a un solo arco. En la época del papa Sixto IV la puerta se presentaba semienterrada y víctima de una abandono secular, dañada por el tiempo y por los asedios medievales; la restauración superficial se limitó a un apuntalamiento y refuerzo parcial de la estructura.
La puerta se encuentra hoy un metro y medio aproximadamente por encima del nivel antiguo. Los residuos transportados por el río en sus ocasionales inundaciones y la lenta pero constante erosión de la colina del Pincio habían elevado el terreno que la rodea, haciendo que no se pudiera aplazar más la elevación de la puerta, necesidad que ya fue advertida pero ignorada durante la remodelación realizada a principios del siglo V por el emperador Honorio.
El aspecto actual es fruto de una reconstrucción del siglo XVI, necesaria también por la importancia que en esa época la puerta había adquirido de nuevo desde el punto de vista del tráfico urbano proveniente del norte. La fachada exterior fue encargada por el papa Pío IV a Miguel Ángel, quien sin embargo transfirió el encargo a Nanni di Baccio Bigio, que realizó la obra entre 1562 y 1565 inspirándose en el Arco de Tito. Las cuatro columnas de la fachada provienen de la antigua Basílica de San Pedro y enmarcaban el único gran arco, coronado por la placa conmemorativa de la restauración y por el escudo papal sostenido por dos cornucopias; las torres originales de base circular fueron sustituidas por dos grandes torres de guardia cuadradas y toda la estructura fue coronada por elegantes almenas. En 1638 entre las dos parejas de columnas se insertaron las dos estatuas de san Pedro y san Pablo, obra de Francesco Mochi, que habían sido rechazadas para la Basílica de San Pablo Extramuros.
La inscripción en la placa central, colocada como recuerdo de la restauración de Pío IV, recita:
PIVS IIII PONT MAX

PORTAM IN HANC AMPLI

TVDINEM EXTVLIT

Por su parte, la fachada interior fue realizada por Gian Lorenzo Bernini para el papa Alejandro VII y ejecutada con ocasión de la llegada a Roma, el 23 de diciembre de 1655, de la reina abdicataria Cristina de Suecia, como recuerda la inscripción «FELICI FAVSTO[QVE] INGRESSVI ANNO DOM[INI] MDCLV» («para una entrada feliz y propicia, Año del Señor de 1655»), esculpida sobre el ático de la fachada interior por voluntad del mismo papa. También se colocó el escudo de familia de Alejandro VII (el monte de seis piezas coronado por la estrella de ocho puntas, emblema de los Chigi). La ubicación de la inscripción, además de su breve texto, es bastante singular: está sobre la fachada interior de la puerta en lugar de, como parecería más lógico, sobre la exterior, donde habría sido visible por quien entrara en la ciudad; se diría, argumenta Cesare D'Onofrio, que el papa quisiera de algún modo mantener las distancias de la intromisión y de la desbordante personalidad de la recién convertida ex-soberana, con todas las complicaciones diplomáticas relacionadas. La visita fue de todos modos un suceso memorable para el pueblo de Roma, tanto por la pompa y lujo, como por la decepción provocada a comerciantes y ambulantes que fueron obligados a suspender durante algunos días sus actividades para permitir la limpieza y mantener el decoro a lo largo de todo el recorrido del desfile desde la Porta del Popolo hasta San Pedro.
Bajo la puerta habían pasado otros desfiles espectaculares: el más grandioso fue el del ejército francés de Carlos VIII, que el 31 de diciembre de 1494 desfiló durante más de seis horas brindando una rara demostración de potencia militar, pero también los desfiles de cardenales que, con el papa a la cabeza, se dirigían a caballo al consistorio suscitando la entusiasta y respetuosa admiración del pueblo de Roma.
Para hacer frente a las mayores exigencias del tráfico urbano, en 1887 se abrieron los dos arcos laterales, para cuya realización había sido necesario, ya en 1879, demoler las torres que flanqueaban la puerta. Con ocasión de esas obras (que costaron 300 000 liras) salieron a la luz restos particularmente importantes para la reconstrucción histórica de la puerta, relativos a la antigua estructura de época aureliana y a las torres cilíndricas. Como testimonio de las obras se colocaron dos placas sobre la fachada exterior, sobre los lados de la de Pío IV: la inscripción de la izquierda recuerda la primera intervención:
ANNO MDCCCLXXIX

RESTITVTAE LIBERTATIS X

TVRRIBVS VTRINQVE DELETIS

La otra recuerda la segunda intervención:
S P Q R

VRBE ITALIAE VINDICATA

INCOLIS FELICITER AVCTIS

Cerca de la puerta se encontró una de las pietre daziarie, colocadas en 175 cerca de algunas puertas importantes y descubiertas en tiempos diferentes: se han encontrado solo otras dos, junto a la Porta Salaria y la Porta Asinaria. Se colocaron para identificar una suerte de límite administrativo, donde se encontraban las oficinas aduaneras. Pero si estas oficinas se encargaban de la recaudación de los impuestos sobre las mercancías en entrada y salida de la ciudad, en época medieval fueron dedicadas también al cobro del peaje para el tránsito por las puertas, algunas de las cuales eran propiedad de algún rico terrateniente. Los primeros testimonios de esta institución, que estuvo en vigor al menos hasta principios del siglo XV, se remontan al siglo V. Pero es del siglo IX (cuando los pontífices, en pleno enfrentamiento con el Ayuntamiento de Roma, tenían el control administrativo sobre las gabelas de casi todas las puertas) un testimonio según el cual el papa Sergio II concedió la recaudación del peaje de la Porta Flaminia al Monasterio de San Silvestro in Capite.